# ボボボ (漫画家)
ボボボ（ぼぼぼ、5月27日 - ）は、日本の漫画家。男性。主に成人向け漫画を執筆している。

## 人物
- 1970年代生まれ[3]。
- おっぱいを描くのが好き[2]。アダルトビデオメーカーの『ボンボンチェリー/妄想族』や『シネマユニット・ガス』で扱ってる女優の下品で自堕落で慎みの無いおっぱいは特に大好き[4]。

## 作品リスト
1. 『PLDK』 2011年4月25日発売[5]、コアマガジン〈メガストアコミックス299〉、ISBN 978-4-86436-044-9
  - 友達ごっこ／姉弟になった日／今日から僕は！！／ヒトツキブリ／亜子と望美のオナ病み相談／おすそわけ／補講・射・天国／検温動物／ファンタジスタ
2. 『むっちりすけべ』[6] 2014年3月1日発売[7]、ワニマガジン社〈ワニマガジンコミックススペシャル〉、ISBN 978-4-86269-294-8
  - 白い黒魔術／アイドルは生イキ盛り／Graduation／ソレデコソ／母子DESTINY／都合のイイ関係／コタエアワセ／タ・シ・ナ・ミ／へたっぴほわいとでー／いまわの喜代志郎
3. 『FRESH FLESH』[8] 2016年11月18日発売[9]、ワニマガジン社〈ワニマガジンコミックススペシャル〉、ISBN 978-4-86269-460-7
  - マイヤさんのけーざいじじょう／大吉♡ひめはじめ／アニヨメミルク／安達先生やめないで／君のすべてを…／母子SYNDROME／ぽーず!!／あっはん♡ちゅ～る／インドア・ビーチでつかまえて♡／おねえちゃんはソレを許さない!／ブラコンフリクト／リケジョ／ともだちだっこ
4. 『姦動ポルノ』 2018年12月27日発売[10]、ワニマガジン社〈ワニマガジンコミックススペシャル〉、ISBN 978-4-86269-609-0
  - 100 Giri Girl （COMIC失楽天 2017年2月号）
  - 愛myシェアメイト♡ Room 1 - 5 （COMIC X-EROS #53, 55, 57, 60, 62）
  - マイヤさんのけーざいかんねん （COMIC失楽天 2016年12月号）
  - 危うい痴域こみゅにてぃ （COMIC失楽天 2018年5月号）
  - 高嶺の花の花言葉 （COMIC失楽天 2018年8月号）
  - そして母になる （COMIC X-EROS #71）
5. 『恥育玩具』 2021年5月31日発売[11]、ワニマガジン社〈ワニマガジンコミックススペシャル〉、ISBN 978-4-86269-780-6
  - 相部屋♡淫バウンド （COMIC X-EROS #77）
  - 姉はカスガイ （COMIC快楽天 2020年11月号）
  - くらいしす/203X （COMIC快楽天 2019年8月号）
  - 恋は双児形 （COMIC失楽天 2019年1月号）
  - 拠り所 （COMIC快楽天 2020年8月号）
  - いぶらぶ （COMIC快楽天 2020年2月号）
  - ちちはじめ （COMIC快楽天 2021年2月号）
  - わたしのヒーロー （COMIC快楽天 2020年5月号）
  - 役得☆トゥナイト （COMIC快楽天 2019年11月号）
  - ガマンなんか… （COMIC快楽天 2021年5月号）